# Solandra
Solandra (Sw.) es un género de plantas con flores perteneciente a la familia Solanaceae.   El nombre se asignó en honor al botánico suizo Daniel Carl Solander (1733-1782). La especie tipo del  género es Solandra grandifora Sw. 
Solandra se considera un taxón intermedio entre Datura y Brugmansia, debido a su distribución y a sus hábito de crecimiento. También comparte propiedades psicoactivas con algunas especies de estos dos géneros.

### Nombres comunes
A las especies del género Solandra se les conoce con los nombres de campana de montaña, bolsa de Judas, floripondo de monte, copa de oro, copa de ángel, guayacán, perilla, flor de san José, hueipatli, kanibakache, kiéri, quieri nanáari, queli, tecomaxochitl, hueytlacatzintli, tima wits (México); colibrí, papaturro, papamiel, manzana de monte (Honduras a Panamá), baján, bejuco chamico (Cuba); copa de ángel (Venezuela); bejuco manzana, bejuco de trompeta (Antillas); Injerto de montaña (Guatemala) y flor de san José (Nicaragua).   

## Distribución
El género comprende especies nativas de las regiones neotropicales de América, desde México hasta Brasil, incluyendo las Antillas. Se reporta como especie introducida en: 
- África: Macaronesia, Islas Canarias, Madeira.
- África septentrional: Marruecos
- África tropical centro-occidental: Ruanda, Zaire
- Océano Índico occidental: Mauricio
- Australasia: Australia Norfolk Is.
- Europa: España
- Pacífico Noroccidental: Caroline Is.
- Pacífico Centro-Sur: Islas Cook
- Pacífico Sudoccidental: Fiyi, Vanuatu

## Descripción
Arbustos escandentes o hemiepífitos de varios metros de largo, inermes. Hojas mayormente solitarias, simples, enteras, glabras o pubescentes, con tricomas simples, glandulares o dendríticos; pecioladas. Inflorescencias en fascículos en los extremos de las ramitas o brotes cortos, con pocas flores grandes, 5-meras, pedicelos fuertes; cáliz tubular a campanulado, frecuentemente angulado y separándose en flor o fruto; corola campanulada, crateriforme o infundibuliforme, ligeramente zigomorfa, lóbulos enteros a fimbriados, blanquecina, amarilla o anaranjada; filamentos alargados, insertos en el ápice del tubo, anteras fabiformes, 4-loculares, no apiculadas, dehiscencia longitudinal; ovario parcialmente ínfero, 4-locular, a veces parcialmente 2-locular, el estilo largamente exerto. Fruto una baya coriácea ligeramente exerta del cáliz partido; semillas numerosas, discoides, grandes.

## Uso tradicional
Varias especies de este género son apreciadas como ornamentales por sus grandes flores, que se abren por la tarde o al anochecer y que emiten una fuerte fragancia dulce, similar al coco o a la vainilla. Se desconoce el proceso de domesticación, debido a la falta de documentación sobre el género. Varios pueblos indígenas en México conocen los efectos enteógenos de diferentes especies de Solandra.  Las formas de consumir las plantas varían entre los diferentes grupos humanos que las utilizan.   

## Alcaloides
Las especies de este género contienen alcaloides usados como enteógenos por varias culturas prehispánicas, pero también por la medicina moderna. Entre los alcaloides que presenta el género Solandra, se encuentran la norhiosciamina, noratropina, hiosciamina, atropina, litorina, norhiosina, tropina, valtropina, entre otros.

## Especies
Este género cuenta con 10 especies reportadas según The Worl Flora Online 
- Solandra boliviana Britton
- Solandra brachycalyx Kuntze
- Solandra brevicalyx Standl.
- Solandra grandiflora (sinónimo Solandra nítida) Sw.
- Solandra guerrerensis Martinez
- Solandra guttata D.Don
- Solandra longiflora Tussac
- Solandra maxima (Sessé &  Moc.) P.S.Green - chamico de Cuba [17]
- Solandra nizandensis Matuda
- Solandra paraensis Huber ex Ducke

## Sinonimia
- Swartsia